# ۱۲۳ (قمری)
۱۲۳ (قمری)، صد و بیست و سومین سال در گاهشماری هجری قمری است. اول محرم این سال برابر با سی‌ام نوامبر سال ۷۴۰ میلادی است.

## وابسته
- پنجکنت